# N'Dhala Gorge Nature Park
N'Dhala Gorge Nature Park (engelska: N’Dhala Gorge Nature Park) är en park i Australien. Den ligger i territoriet Northern Territory, omkring 1 300 kilometer söder om territoriets huvudstad Darwin.
Trakten runt N'Dhala Gorge Nature Park är nära nog obefolkad, med mindre än två invånare per kvadratkilometer..
Omgivningarna runt N'Dhala Gorge Nature Park är i huvudsak ett öppet busklandskap. Genomsnittlig årsnederbörd är 274 millimeter. Den regnigaste månaden är februari, med i genomsnitt 65 mm nederbörd, och den torraste är augusti, med 1 mm nederbörd.